# Greigia sphacelata
Greigia sphacelata là một loài thực vật có hoa trong họ Bromeliaceae. Loài này được (Ruiz & Pav.) Regel mô tả khoa học đầu tiên năm 1864.

## Hình ảnh

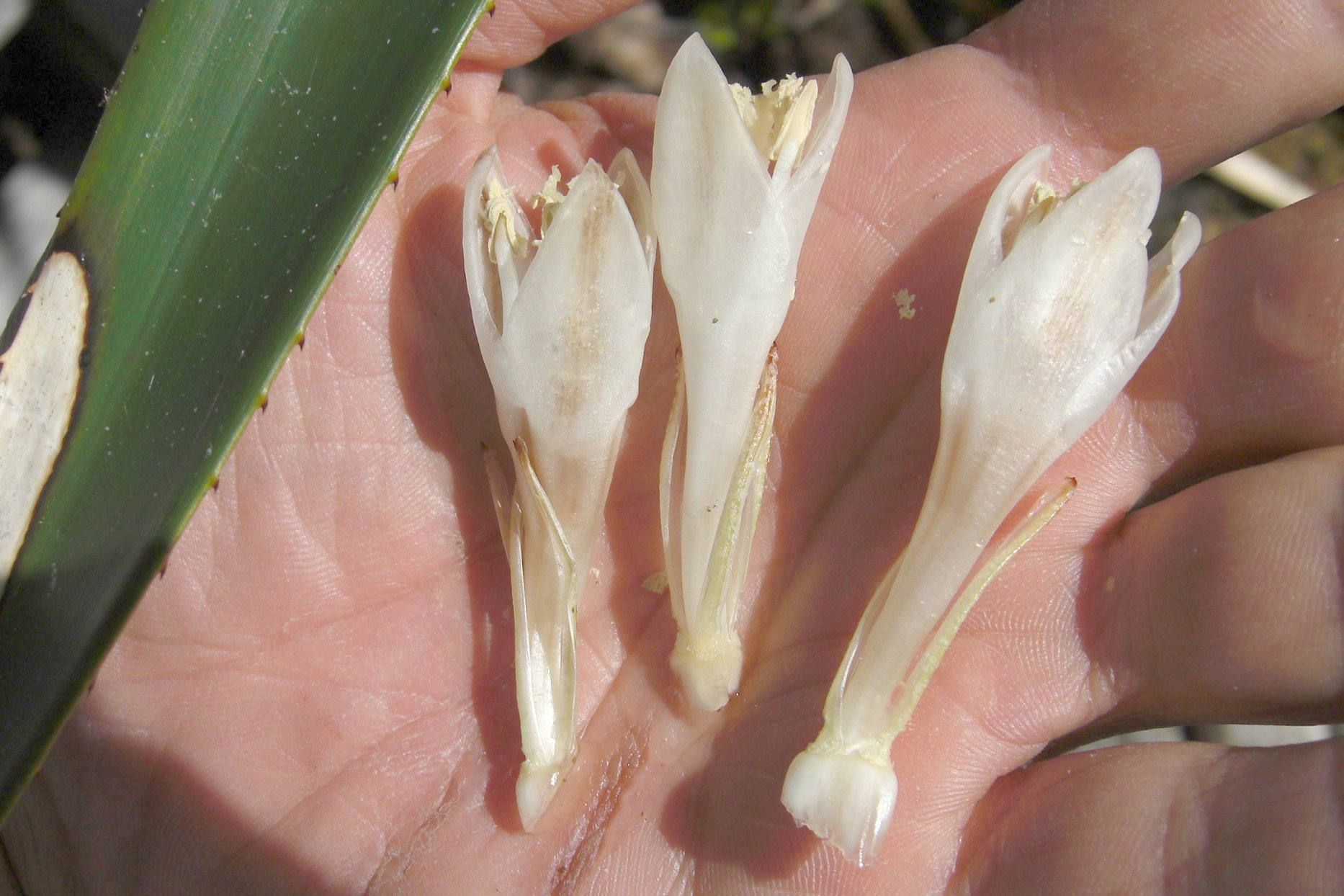
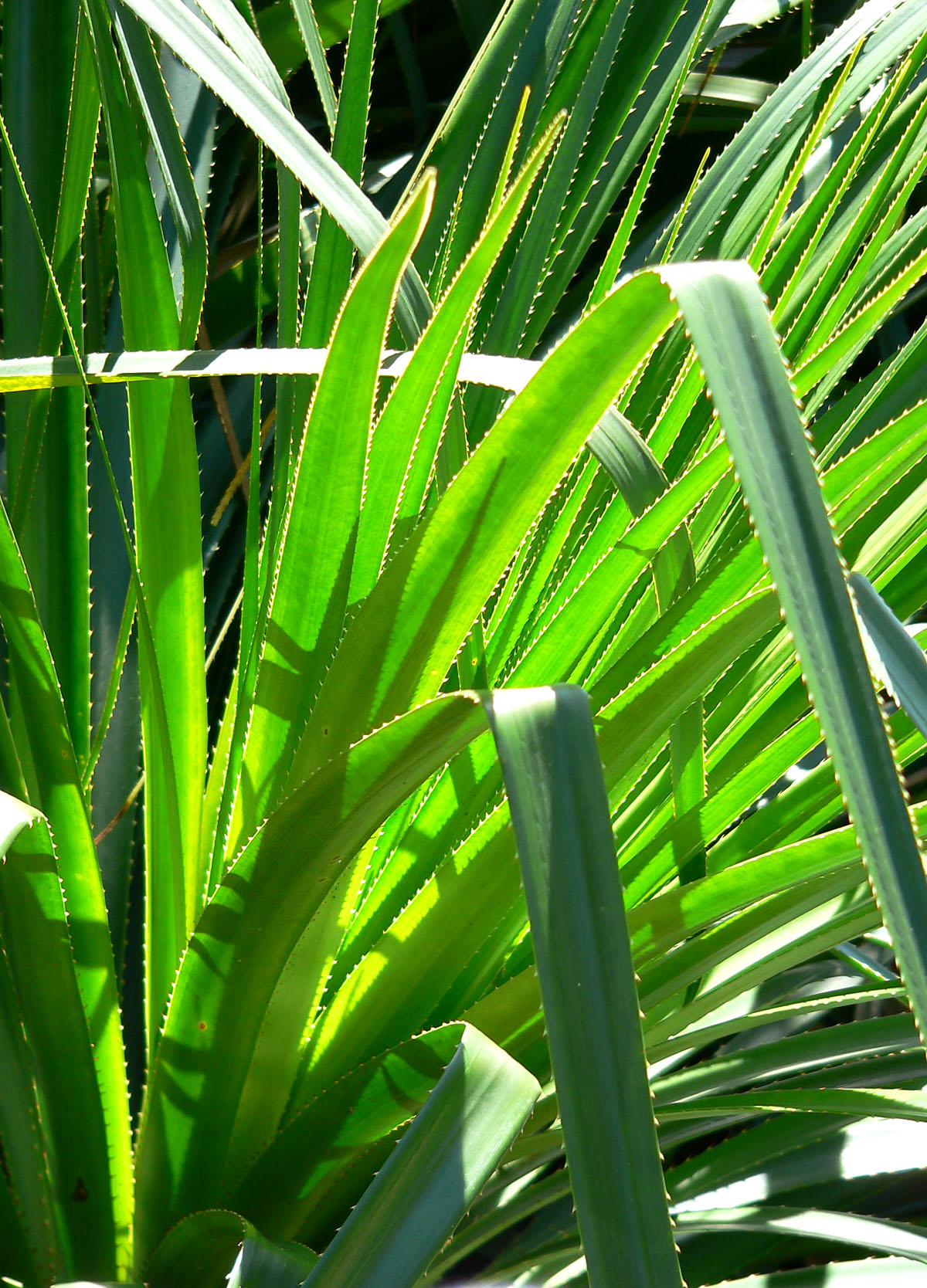
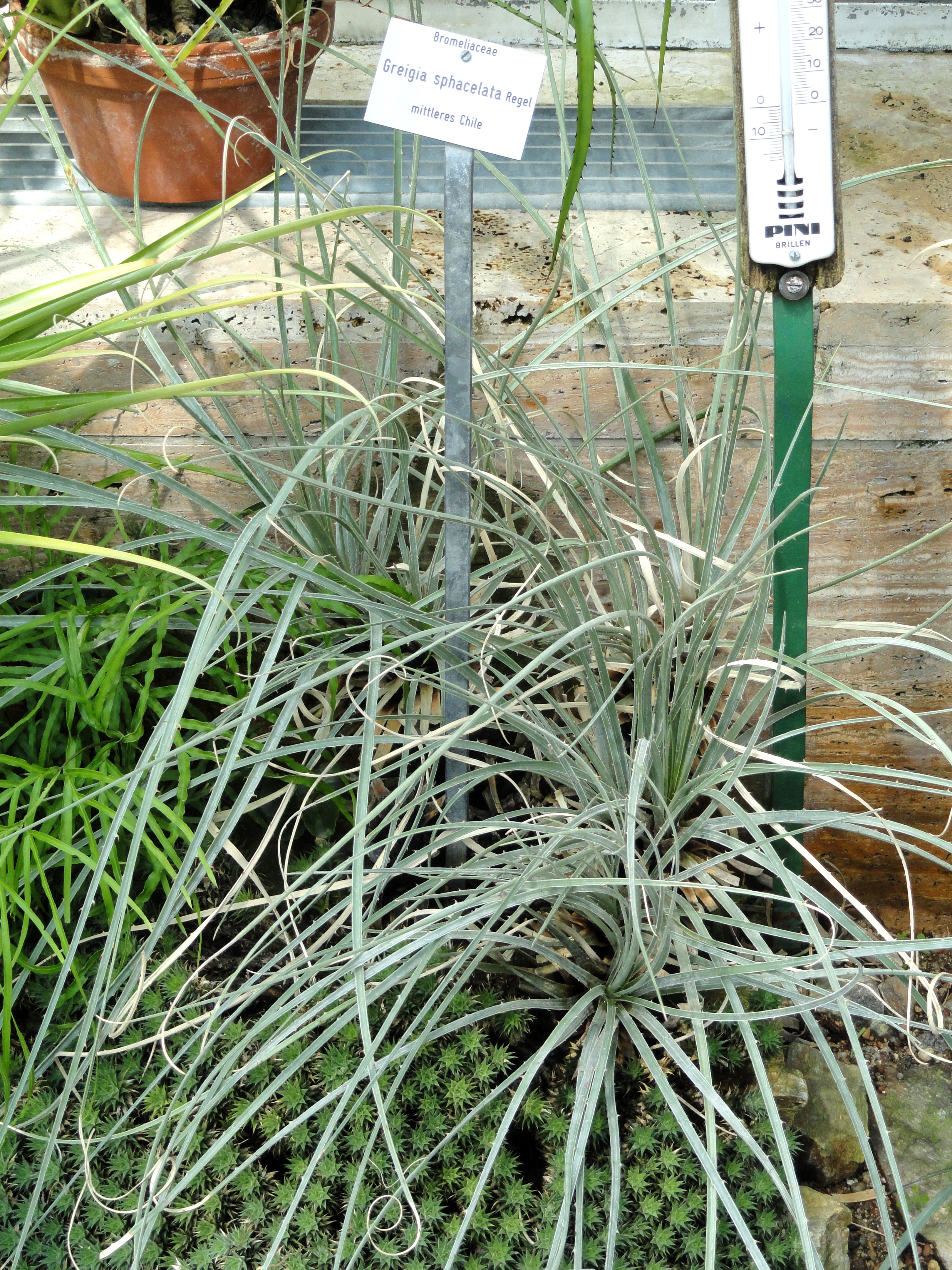
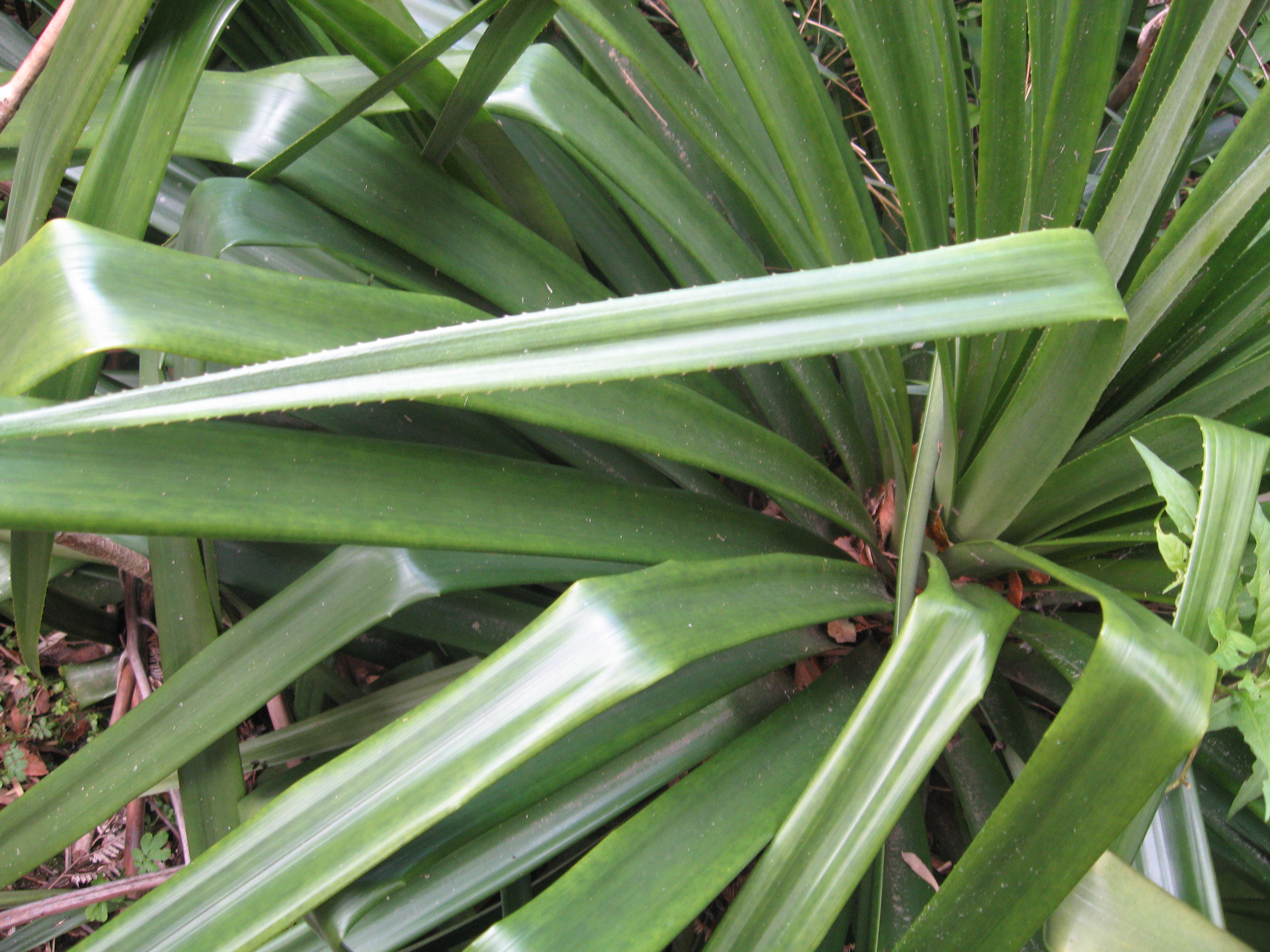